# Brenda Fassie

Brenda Fassie

Brenda Fassie (* 3. November 1964 in Langa, Kapstadt; † 9. Mai 2004 in Johannesburg) war eine südafrikanische Popsängerin, die als eine Stimme der unterdrückten schwarzen Mehrheit des Landes während der Apartheid galt.

## Leben
Geboren wurde sie in Langa, dem ältesten Township von Kapstadt, als Jüngste von neun Geschwistern. Ihr Vater starb, als sie zwei Jahre alt war. Mit Hilfe ihrer Mutter, einer Pianistin, begann sie schon früh damit, Geld zu verdienen, indem sie für Touristen sang.
Ende 1979 von Koloi Lebona entdeckt verließ sie 1981 im Alter von 16 Jahren Kapstadt und ging nach Soweto, dem größten Township von Johannesburg. Dort arbeitete sie erneut als Sängerin, zunächst für die Gruppe Joy, dann für Blondie and Papa. Später wurde sie die Sängerin und Frontfrau der Gruppe Brenda and the Big Dudes. Mit diesen Bands wurde sie im südlichen Afrika zunehmend populär. Ihr größter Erfolg weltweit war wohl das Solostück Weekend Special (aufgenommen 1983), das es 1986 bis in die britischen Charts schaffte.
Fassie hatte einen Sohn, Bongani (* 1985), mit einem ihrer Bandkollegen von den Big Dudes. Sie war von 1989 bis 1991 mit dem Ex-Sträfling Nhlanhla Mbambo verheiratet. In dieser Zeit wurde sie vermutlich kokainabhängig. Ihre Bisexualität, ihre Drogensucht, das häufige Fernbleiben von vereinbarten Auftritten und Konzerten und ein auch sonst sehr auffälliger Lebensstil schadeten ihrem Ansehen und ihrer Karriere erheblich.
Der Tiefpunkt dieses Abstieges war ein Vorfall im Jahre 1995, bei dem sie und ihre Lebensgefährtin Poppie Sihlahla eine Überdosis Kokain konsumierten. Sihlahla verstarb im Krankenhaus, Fassie überlebte und versuchte nach diesem Schock, ihr Leben wieder in den Griff zu bekommen. Obwohl sie ihre Karriere wieder zum Laufen brachte, hatte sie auch weiterhin Probleme mit Drogen. Im Lauf ihres Lebens war sie mehr als 30 Mal in Entziehungskuren.
Seit 1996 veröffentlichte sie beinahe jährlich ein neues Soloalbum und feierte wieder große Erfolge. Ihr größtes Comeback-Album ist das 1998 erschienene Memeza. Es war das meistverkaufte Album Südafrikas in diesem Jahr. Fast alle ihre Alben haben den mehrfachen südafrikanischen Platin-Status erreicht. 1999 erhielt sie den Kora All African Music Awards in der Kategorie Best Artist.
Im Jahr 2001 brachte das US-amerikanische Time Magazine einen dreiseitigen Bericht über Brenda Fassie, nannte sie „Die Madonna der Townships“ und machte sie damit auch einem größeren Publikum über die Grenzen Afrikas hinaus bekannt. Ihre Beliebtheit in Südafrika verdankt sie den Liedtexten, die oft das Leben der schwarzen Bevölkerung in den Townships beschreiben, und ihrer Verbundenheit zur schwarzen Bevölkerungsschicht. So lebte sie auch nach ihrem musikalischen Durchbruch weiterhin in Soweto und trat auch weiterhin oft in den verschiedensten Townships im Land auf, häufig sogar kostenlos.
In den Morgenstunden des 26. April 2004 kollabierte Brenda in ihrem Haus in Buccleuch (einem Ortsteil von Sandton in Johannesburg) und fiel in ein Koma. Sie wurde in das Sunninghill-Krankenhaus in Johannesburg gebracht. Ihre Herz- und Lungenfunktionen brachen zusammen, und sie erlitt infolge des Sauerstoffmangels einen Hirnschaden, der das Koma zur Folge hatte. Brenda Fassie verstarb 13 Tage nach diesem Vorfall am 9. Mai 2004 im Alter von 39 Jahren, ohne noch einmal das Bewusstsein zu erlangen, nachdem die lebenserhaltenden Maschinen abgeschaltet worden waren. Der erst Monate nach ihrem Tod veröffentlichte Autopsiebericht zeigte, dass sie an einer Überdosis Kokain verstarb.
Einem Bericht der südafrikanischen Sunday Times und zweier Manager ihrer Plattenfirma zufolge zeigte der Autopsiebericht auch, dass Fassie HIV-positiv war. Ihr Manager, Peter Snyman, hat diese Berichte immer verneint, allerdings behauptete er auch, dass die tödliche Überdosis Kokain mit Rattengift versetzt gewesen sei, es sich somit um Mord gehandelt hätte. Die Familie stimmte einer Veröffentlichung des Autopsieberichts zu, um Brenda Fassies Ruf postum zu wahren.